# Tetrigona melanoleuca
Tetrigona melanoleuca là một loài Hymenoptera trong họ Apidae. Loài này được Cockerell mô tả khoa học năm 1929.